# Réseau routier de La Réunion
Le réseau routier de La Réunion est l'unique infrastructure permettant le transport de voyageurs et de marchandises à l'intérieur de l'île de La Réunion. Son organisation est marquée par la topographie chaotique de l'île ayant conduit à une urbanisation littorale qu'elle dessert en priorité. L'aménagement du réseau routier doit faire face à des contraintes topographiques parfois majeures, ce qui rend son entretien coûteux.
Historiquement, un train faisait office de colonne vertébrale pour les transports, mais il a progressivement été miné par le syndicalisme. Les autorités, cherchant à éviter les possibilités de blocage de cette infrastructure stratégique, ont développé une politique aboutissant aujourd'hui au « tout-auto », responsable de la congestion chronique des routes littorales. Un projet de tram-train semble inéluctable malgré son ajournement politique.

## Historique

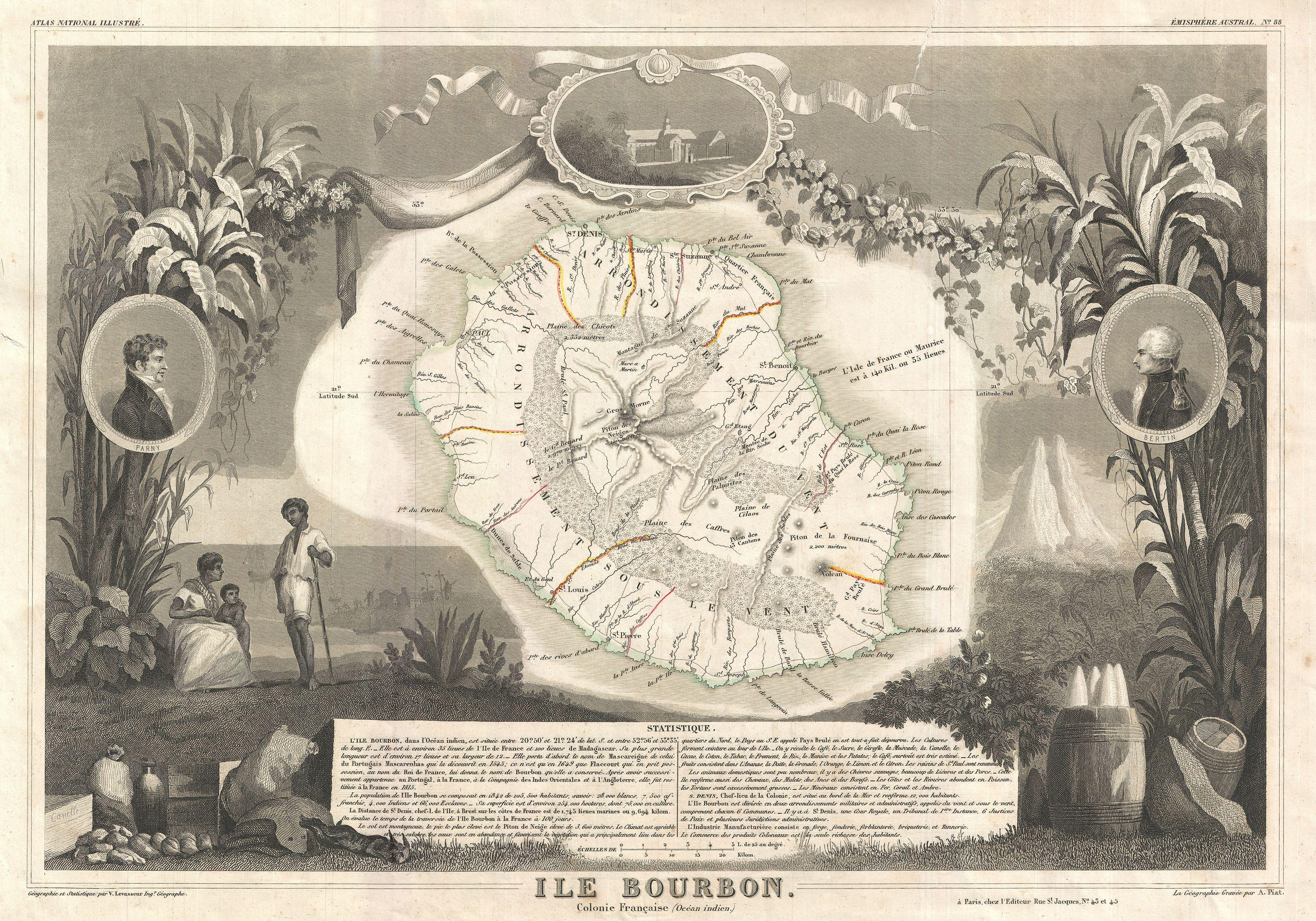
Carte Levasseur du département de la Réunion (1852)

- Les premières voitures débarquent sur l'île pendant l'entre-deux-guerres
- Le 23 juin 2009 la route des Tamarins est ouverte[1]

## Structure

### Caractéristiques globales
Au 31 décembre 2009, la longueur totale du réseau routier du département de la Réunion s'établissait à 3 068 kilomètres, se répartissant en 723 kilomètres de routes départementales et 2 345 kilomètres de voies communales.

### Desserte littorale
La desserte de l'espace littoral réunionnais est une priorité puisque 80 % de la population de l'île y vit. L'armature urbaine de la Réunion repose sur des villes côtières, concentrées entre Saint-Benoît et Saint-Pierre. Un autre avantage à la desserte littorale est que la contrainte de construction et de maintenance est bien moins complexe que dans « Les Hauts ».
Étant de loin le réseau le plus usité, il fait l'objet d'attentions toutes particulières de la part des décideurs, en raison de son importance économique de premier plan. La Route du Littoral est la route la plus importante de l'île. Elle devrait être bientôt doublée par une autoroute offshore, qui serait, en coût de construction au kilomètre, la plus chère de France.

### Desserte des hauts et hameaux

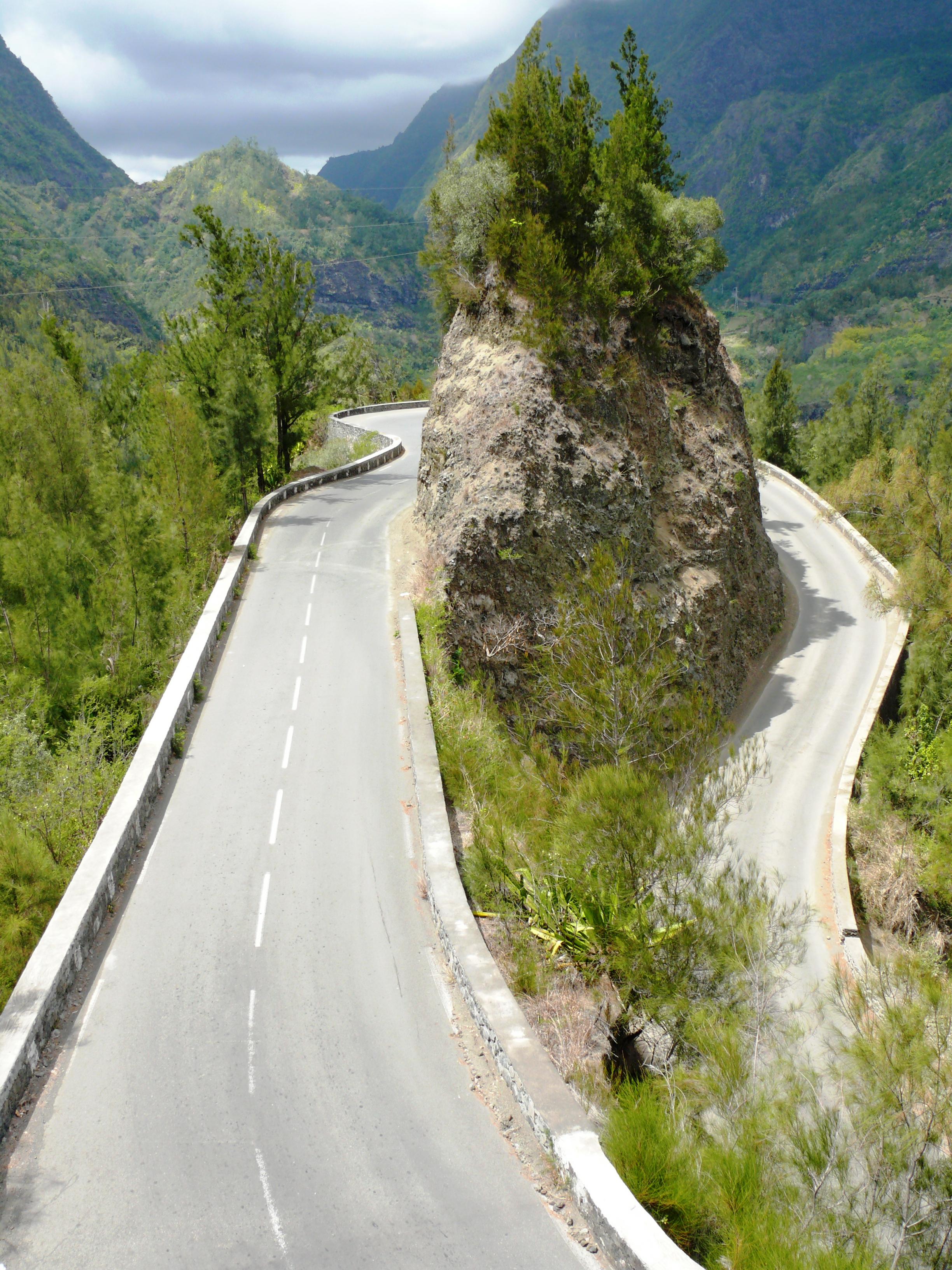
La topographie entraîne des tracés routiers très sinueux comme sur la N5 grimpant à Cilaos, dans le cœur de l'île.

À partir de l'anneau routier littoral se greffent des routes secondaires desservant les pentes. Ces routes forment un réseau secondaire au tracé sinueux et peu connecté. En effet, les voies gravissant les pentes se heurtent aux remparts et crêtes inhabités, qui sont en conséquence non desservis. Les hauts des pentes se terminent en rues ou routes forestières en impasse. La tendance au mitage avec l'altitude rend la structuration du réseau lâche et confuse. Cependant, la disponibilité foncière étant limitée, la pression urbaine se traduit par un étalement urbain qui remonte les pentes et renforce le rôle de desserte locale de ce réseau secondaire.
Au cœur de l'île, la population est très peu nombreuse et trois communes sont desservies : La Plaine-des-Palmistes, Cilaos et Salazie. La route menant à Cilaos (N5) et celle menant à Salazie (D48) sont des impasses et se terminent en innervant les deux cirques, après un tracé compliqué. Au prix d'impressionnants virages, ponts, surplombs et tunnels, Cilaos est accessible en environ une heure et demie depuis Saint-Louis par la N5. Le cas le plus extrême de contrainte du réseau routier est le cas du Cirque de Mafate, où la topographie atteint un tel niveau de chaos qu'il est impossible de justifier la construction d'une route pour ses quelques centaines d’habitants répartis en plusieurs îlets.
La Route des Plaines (N3) desservant La Plaine-des-Palmistes est la seule route principale traversant diamétralement l'île, en connectant Saint-Pierre à Saint-Benoît, tout en desservant de nombreux écarts et hameaux.

### Contournements et périphériques

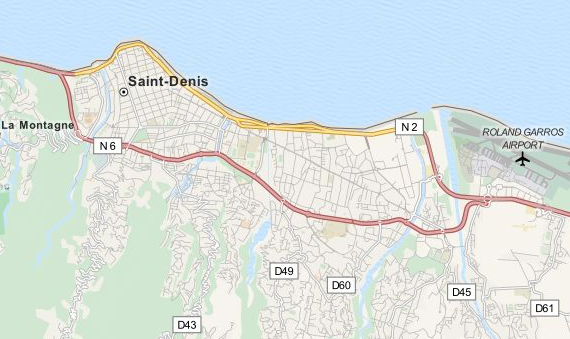
Les boulevards sud et nord, seules voies de contournement faisant office de « périphérique » à Saint-Denis.

Le réseau réunionnais étant très linéaire, l'intégralité du flux de véhicules pénètre dans les villes par la route du Littoral contrairement aux pôles urbains continentaux, situés en général au cœur d'un nœud routier offrant plusieurs entrées. Cette bipolarité du trafic engendre des congestions et a justifié le développement de voies de contournement et de périphériques pour désengorger les villes en séparant le trafic traversant du flux local.
- À Saint-Denis, la route du littoral arrive à l'entrée Ouest de la ville et provoque de graves congestions journalières. L'entrée Est est alimentée par une route à deux fois deux voies également en proie aux embouteillages quotidiens. Ces deux flux majeurs sont mis en relation par le boulevard nord de Saint-Denis, dont le trafic mêle transit et desserte locale, et se voit, de ce fait, perturbé par les intersections et les feux de signalisation. Ce goulot d'étranglement a été dédoublé par les aménagements du boulevard sud, dont la configuration réticulaire et fonctionnelle est identique, causant les mêmes problèmes. Hormis la création d'une autoroute offshore, un nouveau tracé ne pourrait voir le jour, car très en hauteur sur les pentes déjà urbanisées. Cette possibilité est à l'origine d'un projet bien avancé[réf. nécessaire].
- À Saint-Paul, la Chaussée Royale a été doublée de l'imposant Viaduc de Saint-Paul, tronçon de connexion à la Route des Tamarins.
- À l’échelle de l'île, cette logique de cloisonnement entre trafic de transit et trafic local se matérialise par l'ouverture de la Route des Tamarins, un tronçon à double voies, reliant la capitale réunionnaise à Saint-Pierre ; elle fait office d’autoroute, bien que limitée à 110 km/h. Elle contribue au désengorgement du réseau littoral.

## Usagers

### Tourisme
Le réseau routier de La Réunion est un outil touristique à part entière, car il permet de découvrir la majeure partie de la diversité paysagère et environnementale lors des trajets. Il n'y a, de toute manière, aucune autre possibilité que le transport routier. Les transports en commun (Cars Jaunes) empruntent les mêmes tracés. Le déplacement automobile est un moyen de visiter l'île rapidement, en permettant en une journée de traverser le « sud sauvage », de se rendre dans un des cirques et de contempler le littoral. Si ce n’est l'ascension à pied par les deux sentiers de randonnées, la route du volcan est la seule possibilité d'accéder au sommet du Piton de la Fournaise. Conduire sur la Route du volcan, la Route des Laves ou la montée de Cilaos peut être une attraction paysagère en soi. C'est ainsi que certaines des routes sinueuses « des hauts » sont particulièrement appréciées des motards.

Variété de paysage et de conduite des routes réunionnaises
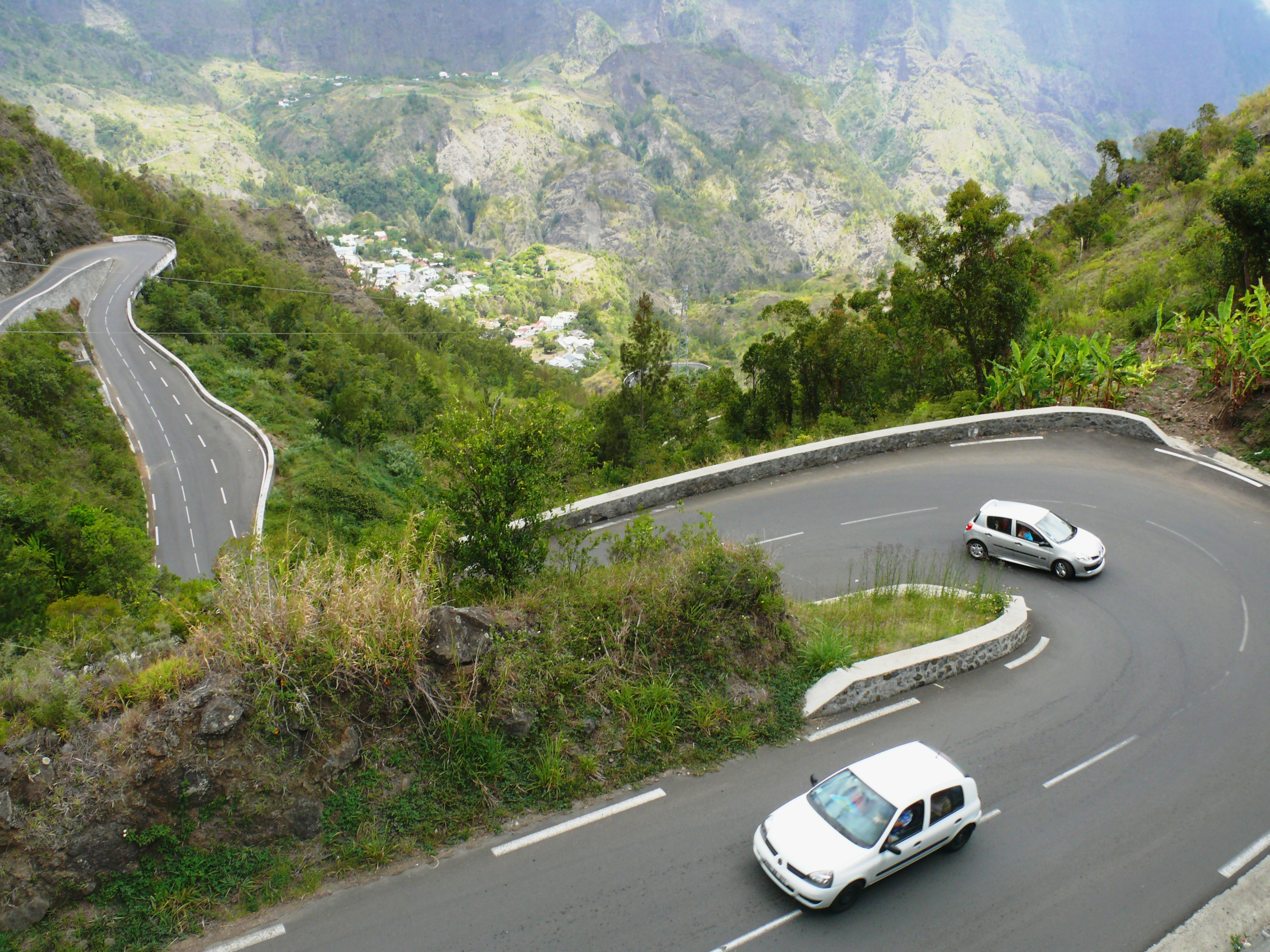
La montée à Cilaos
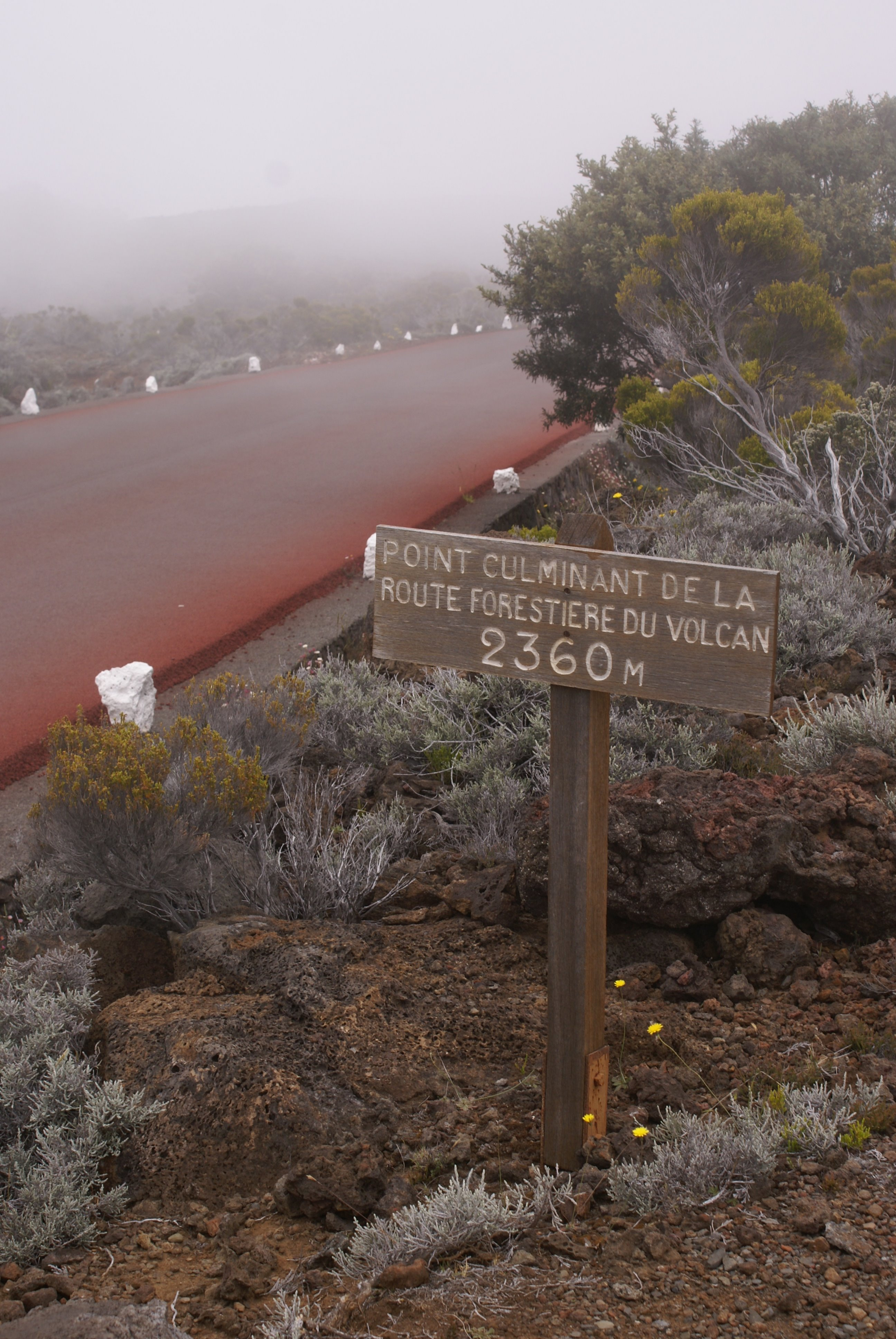
La route du volcan, attraction touristique en soi
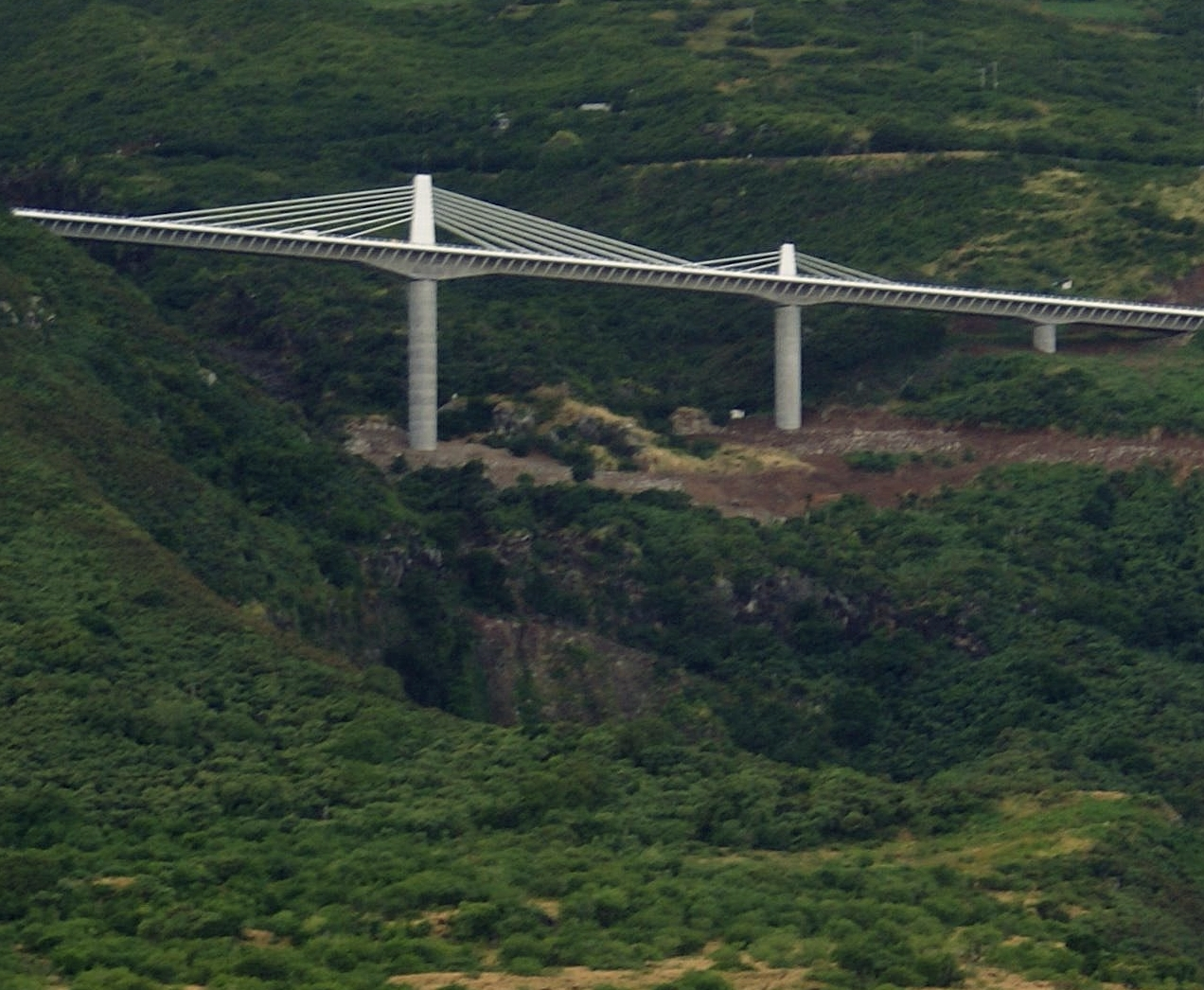
Viaduc sur la route des Tamarin
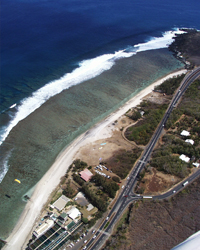
Le littoral à Saint-Leu

## Gestionnaires
Le réseau routier est géré, selon le type de voie, par l'État et les collectivités territoriales ou par des sociétés concessionnaires. Le décret du 5 décembre 2005 détaille les responsabilités en matière de gestion du réseau comme suit :
| Gestionnaire                                                                  | Voies concernées                |
| Direction des Déplacements et de la Voirie du Conseil régional de La Réunion. | Routes nationales (360 km)      |
| Direction des Déplacements et de la Voirie du Conseil général de La Réunion.  | Routes départementales (750 km) |
| Les 24 communes de La Réunion                                                 | Voirie communale (1 600 km)     |
|                                                                               | Autoroutes à péage (0 km)       |

(Source : André Guillerme, Chemins, routes et autoroutes, Cahiers de médiologie, 2, 1996 et décret du 5 décembre 2005)
En application de la loi du 13 août 2004, l'État a transféré 360 km de routes nationales à la région. Le réseau routier national devient alors inexistant sur l'île, quoique l’appellation « Nationale » perdure.

## Enjeux politiques
Le réseau routier de La Réunion est un sujet politique important car économiquement stratégique et concernant directement un grand nombre d'électeurs. Une des préoccupations majeures depuis les années 2000 est de concilier le développement du réseau routier et les politiques de transport en commun. En effet, si les transports en commun sont souvent présentés comme une solution de remplacement au système « tout-auto », la dépendance à l'automobile individuelle oriente l'électorat vers les programmes plus favorables pour eux. De fait, deux attentes contradictoires apparaissent : les attentes d'un renforcement du réseau routier qu'on souhaite plus performant, face au développement des transports collectifs, qui ne peuvent voir le jour que si les choix arrêtés donnent champ libre au transport individuel.
Le poids financier des derniers grands investissements routiers montre les limites de la stratégie des grands ouvrages visant à décongestionner le réseau et à accélérer les flux. La route des Tamarins a coûté plus d'un milliard d'euros, tandis que le futur chantier de la nouvelle route offshore du littoral, à deux fois trois voies, est chiffré à 3 milliards d'euros après dérive budgétaire.
En outre, d'un point de vue écologique, l'expansion du réseau routier n'est pas sans conséquences. Premièrement, elle contribue à renforcer la dépendance à l'automobile et à faire augmenter le taux de motorisation de la population réunionnaise. En ce sens, cela détourne des utilisateurs potentiels du système de transports en commun. Deuxièmement, l'expansion automobile freine le transfert modal vers des solutions décarbonées ou plus écoresponsables, contribuant ainsi à poursuivre la croissance des émissions de dioxyde de carbone. Enfin, la corrélation entre développement du réseau routier et étalement urbain n'est plus à prouver ; elle amène à une surconsommation foncière dangereuse pour le territoire insulaire littoral limité de La Réunion.

## Sécurité
Pour des raisons techniques, il est temporairement impossible d'afficher le graphique qui aurait dû être présenté ici.